# Primo luogotenente
Primo luogotenente è la qualifica del grado apicale del ruolo marescialli delle forze armate italiane, del ruolo degli ispettori dell'Arma dei Carabinieri e del ruolo degli ispettori del Corpo della Guardia di finanza. Nell'Arma dei Carabinieri tale qualifica è denominata luogotenente "carica speciale" e nella Guardia di Finanza è denominata luogotenente "cariche speciali"'.
È conferita a chi ha già il grado di luogotenente.
Tale qualifica è stata istituita con il riordino delle carriere che ha interessato le categorie dei sottufficiali, dei graduati e quella dei militari di truppa e ha stabilito un nuovo sistema di avanzamento che, oltre a premiare il merito, uniformasse il trattamento del personale all'interno del comparto difesa e sicurezza. 
Fino al 2017, essendo una qualifica, era gerarchicamente equivalente al grado di luogotenente e, ai militari che ricoprivano tale qualifica, erano attribuite responsabilità superiori e conferisce facoltà di coordinamento e controllo tra i parigrado.
Con il riordino delle carriere dell'anno 2017, è diventato grado.

## Esercito
Il suo distintivo di grado è costituito da tre barrette d'oro bordate di nero su fondo rosso, sovrastate da due stellette argentate su fondo rosso.

L'insegna per controspallina di primo luogotenente dell'Esercito Italiano

## Marina
Il suo distintivo di grado è costituito da tre binari su sfondo rosso e da due stellette d'argento su sfondo rosso. Viene indossato sulla spalla dell'uniforme invernale e sul controspallino dell'uniforme estiva.

Il distintivo applicato sulla spalla dell'uniforme ordinaria invernale
Il distintivo per controspallina delle uniformi ordinaria e di servizio estiva
Fregio da berretto rigido per sottufficiali e ruolo truppa in servizio permanente della Marina Militare

## Aeronautica
Il suo distintivo di grado è costituito da tre barrette d'oro su sfondo rosso e da due stellette d'argento su sfondo rosso.

L'insegna per controspallina di Primo luogotenente dell'Aeronautica Militare

## Qualifica di "carica speciale" per i luogotenenti

### Carabinieri
Nell'Arma dei carabinieri, il grado corrispondente a primo luogotenente è luogotenente carica speciale e il distintivo di grado è costituito da tre barrette d'argento su sfondo rosso e da due stellette d’argento su sfondo rosso.

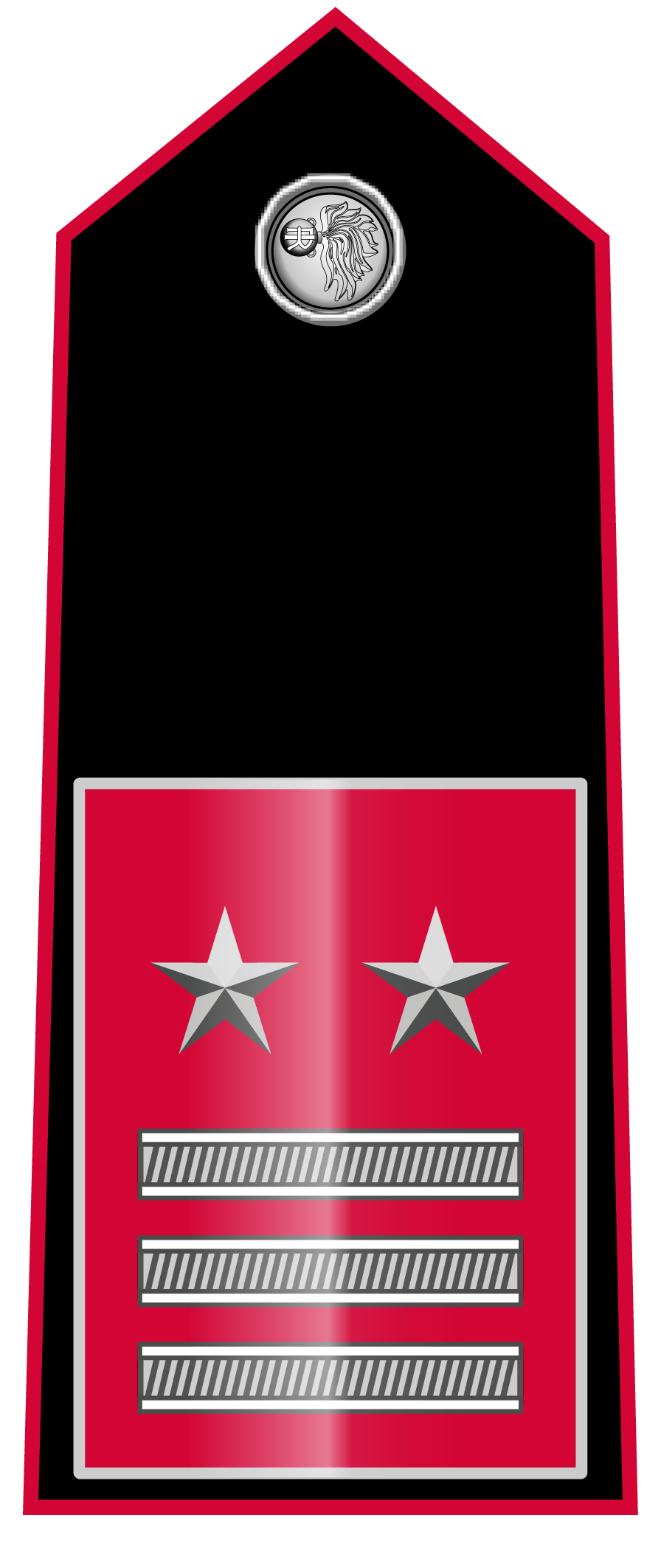
Controspallina di luogotenente «carica speciale» dell'Arma dei Carabinieri.
Distintivo da braccio (solo sinistro) per "comandante di stazione".
Fregio da cappello, granata sfuggente, dorata a 13 punte su panno nero per marescialli, ufficiali inferiori e ufficiali superiori dell'Arma dei carabinieri

### Guardia di finanza

Distintivo di grado per controspallina di luogotenente «cariche speciali» della GdF